# زو وانهو
زو وانهو (به چینی: 邹万豪،  زادهٔ ۲۹ مارس ۱۹۹۸) یک کشتی‌گیر آزادکار اهل کشور چین است. وی سابقه حضور در المپیک ۲۰۲۴ پاریس را دارد.  